# All the Girls in the World Beware!!!
All the Girls in the World Beware — дев'ятий студійний альбом американського хард-рокового гурту Grand Funk Railroad, випущений у грудні 1974 року лейблом Capitol Records. Це був уже другий альбом гурту, виданий упродовж року, після Shinin' On (березень 1974). Платівка позначила подальший перехід гурту від психоделічного та блюз-рокового звучання ранніх релізів до більш мелодійного і хітового формату, зорієнтованого на широку радіоаудиторію.
У зв'язку з гастрольним туром Тодда Рандґрена з гуртом Utopia, продюсером альбому став Джімі Ієннер. Раніше він продюсував багатьох відомих поп- та рок-музикантів, зокрема Three Dog Night, The Raspberries та Bay City Rollers. Він також відомий своїм саундтреком до фільму «Брудні танці» (1987).
Першим синглом з альбому став кавер «Some Kind of Wonderful», який побачив світ 16 грудня 1974 року і швидко став хітом. Другий сингл — «Bad Time», написаний Марком Фарнером, був випущений 24 березня 1975 року. За час роботи над альбомом Фарнер важко переживав розлучення з першою дружиною, що відобразилось в особистих емоційно-забарвлених текстах, зокрема, у згаданій пісні «Bad Time».
All the Girls in the World Beware також вийшов у квадрофонічному міксі — у форматі Quadraphonic 8-Track, який забезпечував 4-канальне об’ємне звучання на восьмидоріжкових картриджах, що вважалися новітнім носієм на той час.

## Список композицій
Більшість композицій альбому написали учасники гурту, а значну частину — особисто Фарнер. У порівнянні з попередніми записами, зросла й роль клавішника Крейга Фроста, який виступив співавтором трьох пісень — більше, ніж на будь-якому з трьох попередніх альбомів Grand Funk.
| Перша сторона | Перша сторона            | Перша сторона             | Перша сторона |
| #             | Назва                    | Автор                     | Тривалість    |
| ------------- | ------------------------ | ------------------------- | ------------- |
| 1.            | «Responsibility»         | Марк Фарнер               | 3:50          |
| 2.            | «Runnin'»                | Дон Брюер, Крейг Фрост    | 4:19          |
| 3.            | «Life»                   | Марк Фарнер               | 4:58          |
| 4.            | «Look at Granny Run Run» | Джері Раговой, Морт Шумен | 2:29          |
| 5.            | «Memories»               | Марк Фарнер               | 3:31          |

| Друга сторона | Друга сторона                       | Друга сторона            | Друга сторона |
| #             | Назва                               | Автор                    | Тривалість    |
| ------------- | ----------------------------------- | ------------------------ | ------------- |
| 6.            | «All the Girls in the World Beware» | Марк Фарнер, Крейг Фрост | 3:29          |
| 7.            | «Wild»                              | Марк Фарнер              | 2:53          |
| 8.            | «Good & Evil»                       | Дон Брюер, Крейг Фрост   | 7:32          |
| 9.            | «Bad Time»                          | Марк Фарнер              | 2:54          |
| 10.           | «Some Kind of Wonderful»            | Джон Еллісон             | 3:22          |

## Інші версії
Американський кантрі-рок гурт The Jayhawks в 1995 році переспівав пісню Bad Time для запису в альбом Tomorrow the Green Grass. Цей кавер посів сорокове місце в британському чарті, а потім неодноразово виконувався гуртом наживо.

## В інших медіа
Аматор-письменник S.C. Johnson у своїй повісті If Vortex Doesn't Slow Down («Коли буря не вщухає») повністю цитує текст пісні Some Kind of Wonderful, посилаючись на реліз Grand Funk Railroad від 1974 року.

Авторка Tami Kent, лауреатка премії Sexual Freedom Awards (2018), започаткованої як «Еротичний Оскар», згадує альбом All the Girls in the World Beware у своєму творі The Owl Is Calling («Крик сови»). У ньому йдеться про родину, яка страждає від фізичного, психічного та наркотичного насильства:
Мої думки поринули у сон під звуки Grand Funk з їх альбома All the Girls in the World Beware. Спогади — це все, що у мене залишилось.

### Секс і гендер
У своїй праці Sex and Gender in Pop/Rock Music: The Blues through the Beatles to Beyoncé (2023) музикознавець Вальтер Еверетт розглядає пісню All the Girls in the World Beware як приклад зухвалої демонстрації гендерної незалежності та зневаги до охайності. Автор звертає увагу на те, що в інтродукції, побудованій на мінорній пентатоніці, електроорган у кожному такті уникає сталих гармоній, постійно пересуваючись до хроматичних сусідніх нот та втілюючи музичною мовою небажання «триматись берега».
У тексті ж герой відверто висловлює зневагу до гігієни та пристойності: «I got tartar on my teeth, but I don’t care got dark brown stains in my underwear» («У мене застряла їжа між зубами, але мені байдуже; у мене темно-коричневі плями на спідньому»). Еверетт зіставляє ці сороміцькі рядки, написані Марком Фарнером, з іншими прикладами рок-н-рольного гедонізму — зокрема, з піснею Рікі Нельсона «Travelin’ Man» (1961) і треком Девіда Боуї «Suffragette City» (1972).